# Hydriomena praelatata
Hydriomena praelatata là một loài bướm đêm trong họ Geometridae.